# Aglais ichnusa
Aglais ichnusa är en fjärilsart som beskrevs av Franco Andrea Bonelli 1826. Aglais ichnusa ingår i släktet Aglais och familjen praktfjärilar. IUCN kategoriserar arten globalt som livskraftig. Inga underarter finns listade i Catalogue of Life.